# Robert G. Parr
Robert G. Parr   (Chicago, 22 de setembre de 1921 - Chapel Hill, 27 de març de 2017) és un químic teòric. És professor de química de la Universitat de Carolina del Nord a Chapel Hill.

## Biografia
Parr va rebre un grau magna cum laude A.B. de la Universitat Brown el 1942, i després va entrar a la Universitat de Minnesota, on va realitzar el seu doctorat en química física finalitzant-lo l'any 1947. Es va unir a la facultat a Minnesota després de rebre el seu Doctorat i va romandre allà un any. El 1948 es va traslladar a la Carnegie Institute of Technology (ara Carnegie Mellon University) a Pittsburgh, Pensilvanià, convertint-se en un professor a temps complet el 1957. El 1962 es va traslladar a la Universitat Johns Hopkins a Baltimore, Maryland, i el 1974 a la Universitat de Carolina del Nord a Chapel Hill, on va rebre una càtedra dotada el 1990 i on ara ensenya .

## Assoliments
Treballant amb el químic de DuPont Rudolph Pariser, Parr va desenvolupar un mètode de càlcul d'orbitals moleculars aproximats per als sistemes d'electrons pi, publicat el 1953. Ja que un procediment idèntic es va derivar per John A. Pople el mateix any, es coneix generalment com el mètode Pariser - Parr - Pople o mètode PPP. El mètode PPP es va diferenciar de pensament clàssic de la química estructural (que defensava el principi de superposició màxima) en l'ús i aplicació del concepte de diferencial zero d'aproximació de solapament existent.
El 1978 Parr s'havia adonat que la teoria funcional de la densitat (DFT) seria de gran utilitat en els càlculs quantitatius dels sistemes químics i biològics, especialment els que tenen alts pesos moleculars. El 1988 Parr, Weitao Yang i Chengte Lee produïren un mètode DFT millorat que podria aproximar-se a l'energia de correlació dels sistemes. La teoria funcional LYP és ara un dels articles citats més sovint en la bibliografia química.
El 1963 Parr va publicar Teoria Quàntica de l'Estructura Molecular electrònica, un dels primers llibres d'aplicar la teoria quàntica a sistemes químics.
El 1989 ell i Yang van publicar Density Functional Theory of Atoms and Molecules, el qual ara es considera el llibre de text bàsic sobre la teoria funcional de la densitat.

## Premis i reconeixements
- Membre de l'Acadèmia internacional de ciència quàntica molecular
- 1967 - Cofundador (amb altres 4 persones) de la International Academy of Quantum Molecular Science.
- 1994 -Guanyador delpremi Irving Langmuir en Química Física per la Societat Química Americana.
- 2004 - Guanyador del premi del'United States National Academy of Sciences en ciències químiques.
- 2009 - Guanyador del premi de la American Chemical Society en química teòrica.